# Consejo Mundial de la Sangha Budista
El Consejo Mundial de la Sangha (Asamblea) Budista es una conferencia budista ecuménica que aglutina a las tradiciones theravāda, mahāyāna y vajrayāna.
Fundada en 1966 en Colombo, Sri Lanka, sus actuales líderes son el presidente honorario Ven. Wu Ming de Taiwán y el vicepresidente honorario Sik Kok Kwong de Hong Kong. Entre los miembros de la Junta de Sabios están el Ven. K. Sri Dhammananda (fallecido), Ven. Somdej Phra Buddhacarya, y Ven. Thich Tam-Chau. Una de sus finalidades es lograr unificar las tradiciones budistas. 
Incluye representantes de los siguientes países:
| - Alemania. - Australia. - Bangladés. - Canadá. - Dinamarca. - Estados Unidos. - Francia. - Hong Kong. - India. - Indonesia. - Japón. - Corea del Sur. - Macao. | - Malasia. - Mongolia. - Birmania. - Nepal. - Nueva Zelanda. - Filipinas. - Reino Unido. - Singapur. - Sri Lanka. - Suecia. - Taiwán. - Tailandia. |

## Web oficial
- Página web

- Datos: Q4890707